# Catherine d'Ovidio
Catherine d'Ovidio, geboren Saul, (Raincy, 3 april 1959 – 28 augustus 2020) was een Frans bridgespeelster.

## Biografie
D'Ovidio, op dat moment actief in de theaterwereld, begint in 1978 bij de bridgeclub in het nabijgelegen Villemomble en maakt snel vooruitgang. Drie jaar later speelt D'Ovidio in de landelijke damescompetitie.
In 1985 treedt zij toe tot het Franse vrouwenteam. Dat jaar wordt het team Europees kampioen in het Italiaanse Salsomaggiore. D'Ovidio speelde met Fabienne Pigeaud, en de nevenparen Véronique Bessis, Ginette Chevalley, Danièle Gaviard en Sylvie Willard. Nog vier keer zou D'Ovidio deze titel binnenslepen, in 1995 in Vilamoura (Portugal), in 2006 in Warschau (Polen), in 2008 in eigen land in Pau en in 2010 in Oostende (België).
In 1998 trouwt D'Ovidio met Pierre d'Ovidio. In datzelfde jaar wint D'Ovidio met Paul Chemla, Michel Bessis en Véronique Bessis het Europees kampioenschap voor gemengde viertallen. Met Chemla wordt ze tweede bij de gemengde paren.
In 2004 werd D'Ovidio met Paul Chemla wereldkampioen bij de gemengde teams (World Transnational Mixed Teams) in Istanboel, Sabine Auken en Zia Mahmood als nevenpaar.
In 2005 haalde het D'Ovidio met het Franse team in Estoril de Venice Cup binnen, het wereldkampioenschap voor vrouwenteams. In 2011 won zij deze titel weer in Veldhoven.
Bij het vijfde Open Europese Kampioenschap in 2011, gespeeld in Poznan, behaalt D'Ovidio zowel bij de gemengde paren als bij de gemengde teams de eerste plaats. Het parenkampioenschap wint ze met Philippe Cronier, het winnende team wordt verder gevormd door Pierre Zimmermann, Bénédicte Cronier, Franck Multon en Sylvie Willard.
In 2016, bij de vijftiende World Bridge Games in Wrocław, behaalt D'Ovidio met het Franse vrouwenteam de tweede plaats.
Dankzij al deze resultaten is D'Ovidio in 2006 en 2011 bovenaan gekomen op de lijst van beste bridgespeelsters. Begin 2007 raakte ze deze plaats kwijt, ook de eerste plaats uit 2011 is ze kwijtgeraakt.

## Prestaties
- Winst bij de Olympische Winterspelen Salt Lake City (demonstratiesport): 2002;
- Wereldkampioen vrouwenteams (Venice Cup): 2005 en 2011;
- Wereldkampioen gemengde teams (Transnational): 2004;
- Europees kampioen vrouwenteams: 1985, 1995, 2006, 2008 et 2010;
- Europees kampioen paren: 2011;
- Europees kampioen gemengde teams: 1998 (team Bessis), 2011 (team Zimmermann);
- Tweede plaats wereldkampioenschap voor teams: 2001;
- Tweede plaats wereldkampioenschap voor paren: 1994;
- Tweede plaats Europees kampioenschap voor teams: 1997;
- Finaliste bij de open selectie: 2005;
- Derde plaats bij het wereldkampioenschap voor vrouwenteams: 1995 et 2009;
- Derde plaats bij het Europees kampioenschap voor vrouwenteams: 2011;
- Derde plaats bij het Europees kampioenschap voor vrouwenparen: 2003.

## Onderscheidingen
- In 2008 werd D'Ovidio benoemd tot ridder in de Ordre national du Mérite. Ze ontving deze onderscheiding uit handen van José Damiani, voorzitter van de International Mind Sports Association.
- D'Ovidio is door de WBF aangewezen als Mixed World Life Masters en Women World Grand Masters.